# Capitella ovincola
Capitella ovincola is een borstelworm uit de familie Capitellidae.
De wetenschappelijke naam van de soort werd in 1947 gepubliceerd door Hartman.